# Guy Boothby
Guy Newell Boothby (Adelaide, 13 ottobre 1867 – Boscombe, 26 febbraio 1905) è stato uno scrittore australiano, romanziere prolifico del diciannovesimo secolo.
Tra le sue opere si ricordano principalmente la serie di romanzi incentrata sul dottor Nikola, una mente criminale con la passione per l'occulto che anticipò il personaggio di Fu Manchu, e Pharos, l'egiziano, un romanzo gotico sovrannaturale sulle mummie. Boothby fu grande amico dello scrittore Rudyard Kipling e i suoi romanzi furono ricordati con affetto da George Orwell .

## Biografia
Guy Boothby nacque ad Adelaide da una famiglia di spicco nella colonia britannica in Australia Meridionale. Suo padre era Thomas Wilde Boothby, membro della Assemblea legislativa dell'Australia del Sud, tre dei suoi zii erano alti amministratori coloniali e suo nonno era Benjamin Boothby (1803-1868), controverso giudice del Supremo Corte dell'Australia Meridionale dal 1853 al 1867. Quando Boothby aveva circa sette anni sua madre, cui era molto legato, si separò da suo padre e si trasferì con i suoi figli in Inghilterra, dove il giovane Guy fresquentò la scuola di grammatica Lord Weymoth (oggi nota come Warminster School) di Salisbury il Christ's Hospital di Londra.
A sedici anni Boothby tornò da solo nel sud in Australia ed entrò nell'amministrazione coloniale come segretario privato del sindaco di Adelaide, Lewis Cohen, benché il lavoro "non lo rendesse soddisfatto". Sebbene il servizio coloniale fosse una tradizione della famiglia Boothby, le sue inclinazioni naturali guardavano alla creatività piuttosto che all'amministrazione e nel 1890, a 23 anni, Boothby scrisse il libretto per un'opera comica, Sylvia, che fu pubblicata e prodotta ad Adelaide nel dicembre 1890. Nel 1891 fu messo in scena il suo secondo spettacolo, The Jonquil: an Opera. Boothby fu anche autore di un'operetta, Dimple's Lovers, per un gruppo teatrale di Adelaide, il Garrick Club. Le musiche di tutti gli spettacoli furono scritte da Cecil James Sharp. I melodrammi di Boothby non ricevettero pareri entusiasti ma ciò non riuscì a spegnere le sue ambizioni creative. Nei primi anni del 1890 la maggior parte delle colonie australiane fu colpita da un grave collasso economico e nel dicembre del 1891 Boothby decise di fare rotta per Londra.
Privo di una somma di denaro sufficiente ad arrivare in Inghilterra, Boothby fu costretto a sbarcare a Colombo, nello Sri Lanka, e ad attraversare il sud-est asiatico. Le terribili condizioni economiche nelle quali dovette affrontare il viaggio lo portarono ad accettare qualsiasi offerta di lavoro, come ad esempio 'fare il mozzo e il fuochista sulle navi mercantili, frequentare una tana cinese dell'oppio a Singapore, scavare nei campi di rubino della Birmania, recitare, prendere parte ai combattimenti a premi, fare il macellaio... '. Boothby ebbe un breve soggiorno sull'isola di Giovedi, un'isola melanesiana nello Stretto di Torres, dove prese parte al redditizio commercio di perle, e infine intraprese un arduo viaggio via terra attraverso il continente australiano per fare ritorno ad Adelaide. 
Circa due anni dopo Boothby raggiunse finalmente Londra e nel 1894 riuscì a pubblicare un resoconto delle sue peregrinazioni, On the Wallaby, or Through the East and Across Australia. Il diario di viaggio di Boothby riscosse un discreto successo, e altrettanto discreta fu l'accoglienza ricevuta dal suo primo romanzo, In strana compagnia, un libro di avventura ambientato in Inghilterra, in Australia, nei Mari del Sud e in Sud America che anticipò alcuni dei particolari che caratterizzarono i romanzi di Boothby, come l'aspetto esotico e le dettagliate descrizioni dei paesaggi australiani. Nell'ottobre del 1895 Boothby aveva completato altri tre romanzi, tra cui La verga della sapienza, il primo romanzo del dottor Nikola che ottenne subito un enorme successo. Degli altri due romanzi che Boothby scrisse nel 1895, A Lost Endeavour, ambientato sull'isola di Giovedi, e Il matrimonio di Ester, situato su diverse isole dello Stretto di Torres. Boothby continuò a produrre romanzi a un ritmo frenetico, arrivando a produrre fino a sei romanzi all'anno, e a oggi la sua produzione conta 53 romanzi e dozzine di racconti e opere teatrali.

## Morte
Boothby morì a casa sua, all'età di 38 anni, a Boscombe, vicino a Bournemouth, per complicazioni derivanti dall'influenza, il 26 febbraio 1905. La sua tomba si trova nel cimitero di Wimborne Road.

## Opere
Alcuni dei primi lavori di Boothby raccontavano storie di vita australiana mentre le sue opere successive riguardarono maggiormente la narrativa di genere, tra cui il giallo, le storie d'amore, la fantascienza e il gotico. Nelle opere di Boothby è possibile incontrare una schiera di cattivi intriganti e sovversivi le cui peculiarità eclissano persino i protagonisti dei suoi romanzi. Tra questi personaggi troviamo classici demoni soprannaturali del gotico ottocenteso, mostri deformi (per cui lo scrittore aveva un debole particolare) e sofisticati maestri del criminale internazionale che precorrono gli avversari dei romanzi James Bond. I romanzi di Boothby furono importanti nella formazione di due tropi chiave dell'era cinematografica, il maestro del crimine internazionale e le mummie tornate dal regno dei morti per scatenare la loro vendetta.

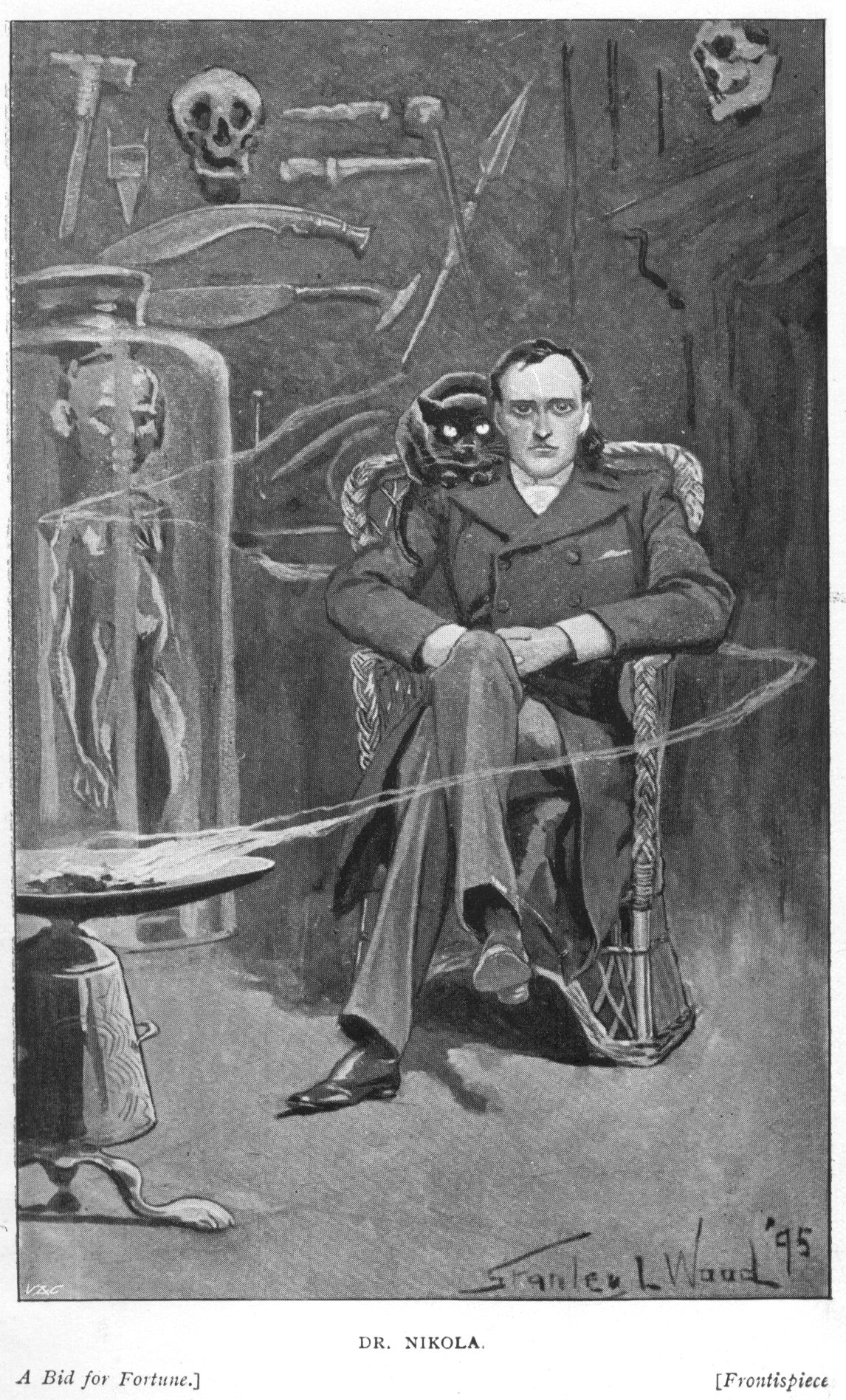
Frontespizio de La vendetta del dottor Nikola, in cui appaiono il dottor Nikola e il suo gatto da compagnia Apollyon. Illustrazione di Stanley L. Wood

Boothby era un tempo noto per la sua serie di romanzi sul dottor Antonio Nikola, un antieroe appassionato di occulto perenemmente alla ricerca dell'immortalità e bramoso di dominare il mondo. Il dottor Nikola comparve per la prima volta ne La vendetta del dottor Nikola (A Bid for Fortune), pubblicato a puntate su The Windsor Magazine nel 1895 e in lingua italiana sul Romanzo Mensile ad aprile nel 1903. Nel prologo del romanzo Nikola viene descritto con indosso un "abito da sera impeccabile, snello, con occhi e capelli scuri e pelle bianca color rospo". Nikola vive in un bungalow in Rue de Lafayette a Shanghai. Le storie di Nikola furono spesso illustrate da Stanley L. Wood, che lo ritrasse in cravatta bianca e cappotto di pelliccia, con il suo inseparabile compagno, il gatto nero Apollyon (il cui nome richiama l'angelo della distruzione). La straordinaria intelligenza e la carenza di scrupoli di Nikola lo rendono un uomo colto e temuto da tutto il mondo.

## Pubblicazioni

### Serie del Dottor Nikola
1. La vendetta del dottor Nikola (A Bid for Fortune: or, Dr Nikola's Vendetta) (1895)
2. Il Dottor Nikola (Doctor Nikola, pubblicato anche con il titolo Dr Nikola Returns) (1896)
3. The Lust of Hate (1898)
4. Dr Nikola's Experiment (1899)
5. Addio, Nikola! ("Farewell, Nikola") (1901)

### Altre opere
Tra le altre opere scritte da Guy Boothby si ricordano:
- On the Wallaby: or, Through the East and Across Australia (1894)
- In strana compagnia (In Strange Company) (1894)
- A Lost Endeavour (1895)
- Il matrimonio di Ester (The Marriage of Esther: a Torres Straits Sketch) (1895)
- The Beautiful White Devil (1897)
- Bushigrams (1897)
- The Fascination of the King (1897)
- The Phantom Stockman (1897)
- Sheila McLeod: a Heroine of the Back Blocks (1897)
- I diamanti della duchessa (The Duchess of Wiltshire's Diamonds) (1897)
- Across The World For a Wife (1898)
- Billy Binks, Hero: and Other Stories (1898)
- Love Made Manifest (1899)
- Pharos, l'egiziano (Pharos, The Egyptian) (1899)
- La figlia del rosso (The Red Rat's Daughter) (1899)
- A Sailor's Bride (1899)
- "Long Live the King!" (1900)
- A Maker of Nations (1900)
- A Prince of Swindlers (1900) (pubblicato anche sotto il titolo The Viceroy's Protegé)
- The Woman of Death (1900)
- The Boundary Rider: a Play in One Act (1901)
- A Cabinet Secret (1901)
- The Jonquil (1901)
- A Millionaire's Love Story (1901)
- My Indian Queen: Being a Record of Sir Charles Verrinder, Baronet, in the East Indies (1901)
- The Mystery of the Clasped Hands (1901)
- The Rickshaw: a Farce in Two Acts (1901)
- Un caso strano (My Strangest Case) (1901)
- The Childerbridge Mystery (1902)
- Il maleficio del serpente (The Curse of the Snake) (1902)
- The Kidnapped President (1902)
- Uncle Joe's Legacy: and Other Stories (1902)
- Connie Burt (1903)
- The Countess Londa (1903)
- The League of Twelve (1903)
- A Queer Affair (1903)
- A Two-fold Inheritance (1903)
- A Bid for Freedom (1904)
- A Bride from the Sea (1904)
- A Consummate Scoundrel (1904)
- A Desperate Conspiracy (1904)
- The Lady of the Island (1904)
- An Ocean Secret (1904)
- A Brighton Tragedy (1905)
- A Crime of the Under-seas (1905)
- For Love of Her (1905)
- In Spite of the Czar (1905)
- A Lost Endeavor (1905)
- The Race of Life (1906)
- A Royal Affair: and Other Stories (1906)
- A Stolen Peer (1906)
- The Man of the Crag (1907)
- In the Power of the Sultan (1908)